# Premiership Rugby 1999-00
La Liga de Inglaterra de Rugby 15 1999-2000, más conocido como Allied Dunbar Premiership 1999-2000 (por razones comerciales) fue la decimotercera edición del torneo más importante de rugby de Inglaterra.

## Formato
Los equipos se enfrentaron en formato liga en condición de local y de visitante, el equipo con mayor cantidad de puntos al finalizar el torneo se coronó campeón, mientras que hubo un descenso al RFU Championship.

## Desarrollo

### Tabla de posiciones
| Pos. | Equipo             | Encuentros | Encuentros | Encuentros | Encuentros | Tantos | Tantos | Tantos | Puntos |
| Pos. | Equipo             | PJ         | PG         | PE         | PP         | F      | C      | Dif    | Puntos |
| ---- | ------------------ | ---------- | ---------- | ---------- | ---------- | ------ | ------ | ------ | ------ |
| 1.º  | Leicester Tigers   | 22         | 18         | 1          | 3          | 687    | 425    | +262   | 51     |
| 2.º  | Bath               | 22         | 15         | 2          | 5          | 690    | 425    | +265   | 43     |
| 3.º  | Gloucester         | 22         | 15         | 0          | 7          | 628    | 490    | +138   | 40     |
| 4.º  | Saracens           | 22         | 14         | 0          | 8          | 729    | 514    | +215   | 37     |
| 5.º  | Northampton Saints | 22         | 13         | 0          | 9          | 551    | 480    | +71    | 35     |
| 6.º  | Bristol Bears      | 22         | 12         | 1          | 9          | 632    | 602    | +30    | 34     |
| 7.º  | Wasps              | 22         | 11         | 1          | 10         | 640    | 461    | +179   | 32     |
| 8.º  | London Irish       | 22         | 9          | 1          | 12         | 613    | 616    | -3     | 25     |
| 9.º  | Newcastle Falcons  | 22         | 6          | 2          | 14         | 377    | 630    | -253   | 20     |
| 10.º | Harlequins         | 22         | 7          | 0          | 15         | 441    | 687    | -246   | 18     |
| 11.º | Sale Sharks        | 22         | 7          | 0          | 15         | 381    | 633    | -252   | 18     |
| 12.º | Bedford Blues      | 22         | 1          | 0          | 21         | 396    | 802    | -406   | 3      |

|  | Campeón.                        |
|  | Descendido al RFU Championship. |

| Bandera de Inglaterra    |
| Campeón Leicester Tigers |
| Cuarto título            |